# Bure baruta
Bure baruta é um filme de drama sérvio de 1998 dirigido e escrito por Goran Paskaljević. Foi selecionado como representante da Sérvia à edição do Oscar 1999, organizada pela Academia de Artes e Ciências Cinematográficas.

## Elenco
- Nebojša Glogovac
- Aleksandar Berček - Dimitrije
- Miki Manojlović - Mane
- Mirjana Karanović - Natalija
- Dragan Jovanović - Kosta
- Vojislav Brajović - Topuz Topi